# Linda Marguet
Linda Marguet (Francia, 11 de septiembre de 1983) es una atleta francesa especializada en la prueba de 800 m, en la que consiguió ser subcampeona europea en pista cubierta en 2011.

## Carrera deportiva
En el Campeonato Europeo de Atletismo en Pista Cubierta de 2011 ganó la medalla de plata en los 800 metros, con un tiempo de 2:01.61 segundos, tras la británica Jennifer Meadows y por delante de otra británica Marilyn Okoro (bronce).

## Récords
| Evento     | Evento   | Actuación     | Lugar | Fecha               |
| ---------- | -------- | ------------- | ----- | ------------------- |
| 800 metros | Exterior | 2 min 01 s 20 | Lieja | 13 de julio de 2010 |
| 800 metros | Interior | 2 min 01 s 32 | París | 5 de marzo de 2011  |